# Onthophagus wigmungan
Onthophagus wigmungan là một loài bọ cánh cứng trong họ Bọ hung (Scarabaeidae).